# Allinge-Sandvig
Allinge-Sandvig je gradić na sjeverozapadnoj obali Baltičkog mora na danskom otoku Bornholm. U povijesti su postojala dva ribarska sela Sandvig (sjever) i Allinge da coalesced. 2007. prema procjeni grad je imao 1801 stanovnika. Dio je povijesne regije Allinge-Gudhjem.